# Gramática castellana
« Grammaire castillane » redirige ici. Ne pas confondre avec Grammaire du castillan.
La Gramática castellana,  est une grammaire de l'espagnol écrite par Antonio de Nebrija et publiée en 1492. C'est la première œuvre qui se consacre à l'étude du castillan et de ses règles. Auparavant avaient été publiés des traités sur l'usage de la langue latine, comme celui de Lorenzo Valla, Tratado sobre gramática latina de 1471. La Grammatica est le premier livre imprimé qui est centré sur l'étude des règles d'une langue romane. L'exploit d'Antonio de Nebrija, qui lui donne une position de premier ordre dans l'histoire, est d'avoir composé la première Grammaire de castillan, première également parmi les grammaires romanes, auxquelles elle servira de modèle.

## Importance
À partir de cette publication, la grammaire sera considérée comme la discipline qui étudie les règles d'une langue jusqu'à l'avènement de la linguistique comme discipline scientifique au XIXe siècle.
La publication de la grammaire a été aussi un outil pour la diffusion de l'espagnol, après 1492 dans un empire qui s'étendait sur une grande partie du globe. De même, les auteurs des nouvelles grammaires proches dans le temps de Nebrija ont utilisé son travail comme base en matière d'orthographe.

## Critiques
La Gramática a été très critiquée par quelques-uns de ses contemporains, en particulier Juan de Valdés. Les écrits de Valdés montrent qu'il n'avait pas conscience d'une normalisation orthographique du castillan. Par ailleurs, il critiquait l'origine andalouse de certains mots latins que lui considérait comme impurs et incorrects. Cependant, il était d'accord avec Nebrija sur le principe régissant l'orthographe; à savoir, la correspondance entre la phonétique et l'écriture de l'espagnol.
Certains grammairiens plus tard ont pris leurs distances avec l'idée que la prononciation devait être le principal moyen de fixer les règles de l'orthographe. Par exemple, le frère Miguel de Salinas a défendu dans son livre de 1563 (Libro apologético [...]) l'idée que l'importance des habitudes d'écrire d'une certaine manière devrait également régir l'orthographe.

## Structure de l'ouvrage
Nebrija a divisé l'étude de la langue en quatre domaines et a consacré un livre à chacun: 
1. Orthographe. Nebrija place l'orthographe au premier plan suivant la tradition des auteurs de traités classiques. Il prend comme base la correspondance phonétique entre le langage parlé et le langage écrit, et énonce la règle «ainsi, nous devons écrire comme nous prononçons et prononcer comme nous écrivons»[3]. De cette manière, Nebrija prend la prononciation comme base pour décrire les règles de l'orthographe[9].
2. Prosodie et syllabe.
3. Étymologie et diction.
4. Syntaxe.

Un cinquième livre est consacré à  « De las introducciones de la lengua castellana para los que de estraña lengua querrán deprender. »
c'est-à-dire « Introduction à la langue castillane pour ceux qui veulent apprendre cette langue. »
Antonio de Nebrija établit les dix parties suivantes du discours : nom, pronom, verbe, participe, préposition, adverbe, interjection, conjonction, gérondif et supin.

### Édition critique
- Antonio de Nebrija, Gramática sobre la lengua castellana, ed. lit. de Carmen Lozano, Madrid, Real Academia Española; Galaxia Gutenberg (Biblioteca Clásica, 17), 2011.